# کراس پلینز (تگزاس)
کراس پلینز، تگزاس(به انگلیسی: Cross Plains, Texas) شهری در ایالت تگزاس از ایالات جنوبی ایالات متحده آمریکا است. در سرشماری سال ۲۰۰۰، جمعیت این شهر ۱۰۶۸ نفر اعلام شد.